# Marco di Carli
Pour les articles homonymes, voir di Carli.
Marco di Carli, né le 12 avril 1985 à Löningen, est un nageur allemand participant aux épreuves de dos et de nage libre. Il est licencié au club de Francfort.

## Carrière
En 2003, il fait ses débuts internationaux aux Championnats d'Europe en petit bassin où il atteint également son premier podium en décrochant la médaille de bronze sur 100 mètres quatre nages.
L'année suivante, il est sélectionné pour les Jeux olympiques d'Athènes et à l'occasion, il se hisse en finale du 100 m dos qu'il achève au huitième et dernier rang.
Aux Championnats d'Europe 2012, il est médaillé d'argent dans le relais 4 x 100 m quatre nages. Il participe ensuite aux Jeux olympiques d'été de 2012 à Londres, où il est engagé dans les relais 200 m nage libre et quatre nages, terminant à chaque fois sixième.

## Palmarès

### Championnats d'Europe

#### En grand bassin
- Championnats d'Europe 2012 à Debrecen (Hongrie) : 
  -  Médaille d'argent du relais 4 × 100 m quatre nages

#### En petit bassin
- Championnats d'Europe 2003 à Dublin (Irlande) : 
  -  Médaille de bronze du 100 mètres quatre nages